# شرق هالتون
هالتون شرق (به انگلیسی: Halton East) یک روستا و محله مدنی در بریتانیا است که در کریون واقع شده‌است.